# École supérieure des sciences commerciales d’Angers
Die ESSCA (Französisch: École supérieure des sciences commerciales d’Angers) ist eine private, staatlich anerkannte wissenschaftliche Wirtschaftshochschule. Der Hauptsitz der Hochschule ist in Angers. Darüber hinaus verfügt sie in Frankreich über Standorte in Boulogne-Billancourt, Bordeaux, Lyon, Aix-en-Provence und Strasbourg sowie international in Budapest, Luxemburg, Málaga und Shanghai. An allen Standorten führt ESSCA transnationale Bachelor-, Master-, Promotions- und MBA-Programme sowie Seminare zur Weiterbildung von Managern durch.

## Grande École
ESSCA ist eine Grande École, d. h. eine französische Wissenschaftliche Hochschule außer- bzw. oberhalb des staatlichen Hochschulsystems. Ähnlich wie die Ivy League in den Vereinigten Staaten, Oxbridge im Vereinigten Königreich oder die C9 League in China, handelt es sich bei Grandes Écoles um Elitehochschulen, welche ihre Studenten mittels hochselektiver Auswahlverfahren rekrutieren. Alumni bekleiden regelmäßig Spitzenpositionen in der französischen Wirtschaft, Regierung oder Verwaltung.

## Ranking und Akkreditierung
Im Masters in Management- sowie im European Business Schools-Ranking 2023 der Financial Times rangiert ESSCA auf den Plätzen 54 bzw. 80. Im Classement des écoles de commerce post-bac 2024 von Le Figaro rangiert die Hochschule frankreichweit auf dem 2. Platz.
Die ESSCA ist dreifach akkreditiert durch AACSB, EQUIS und AMBA und trägt damit als eine von nur 1 % aller Wirtschaftshochschulen weltweit die Triple Crown.

## Internationale Beziehungen
ESSCA unterhält Beziehungen zu über 200 Hochschulen in über 50 Ländern weltweit. Zu den Partnerhochschulen zählen Institutionen wie
- Australian National University
- Boston University
- Eberhard Karls Universität Tübingen
- Friedrich-Alexander-Universität Erlangen-Nürnberg
- McGill University
- Saint Mary’s University
- Singapore Management University
- Sophia University
- Universität Turku
- Vrije Universiteit Amsterdam

## Namhafter Hochschullehrer
- Matthias S. Fifka (* 1974), deutscher Wirtschafts- und Sozialwissenschaftler